# Muntsa Niso Holgado
Muntsa Niso Holgado   (Badalona, 1966) és una funcionària, activista i expolítica catalana.
Va llicenciar-se en Biologia. Iniciada en l'activisme de dones i en el moviment de solidaritat, va entrar per primera vegada a l'Ajuntament de Badalona com a regidora el 1995 en les llistes d'Iniciativa per Catalunya Verds. Primer va ser portaveu i després president del grup municipal. Reelegida en dos comicis electorals més, entre 1999 i 2005 va ser regidora de l'Àrea de Medi Ambient, en un govern en coalició amb els Partit dels Socialistes i Esquerra Republicana.
Va dimitir dels càrrecs municipals i va renunciar a l'acta de regidora el 2005, adduint coherència amb les seves idees i per discrepàncies amb el seu partit, criticant les seves accions i les d'Esquerra Republicana en el govern de coalició, a més de denunciar pràctiques d'influència i una mala gestió en les polítiques d'urbanisme i habitatge, especialment al polèmic projecte del port de Badalona, al qual el seu partit s'havia oposat inicialment.
Posteriorment va passar a treballar a l'Agència Catalana de l'Aigua, com a cap de la Unitat Singular de Participació, un càrrec de confiança dependent de la Conselleria de Medi Ambient de la Generalitat de Catalunya. Va ocupar-lo fins al 2008, tot i que va continuar treballant a l'agència, primer de manera externa, i després, el 2009, va ocupar una plaça com a cap de la Unitat de Participació i Concertació Social.
Ha col·laborat amb organitzacions independentistes com Crida per Badalona o la Candidatura d'Unitat Popular.